# سوسن سلیمی
سوسن سلیمی (زاده ۱۹ خرداد ۱۳۲۳ در تهران – درگذشته ۲۶ تیر ۱۳۹۹ در تهران) بازیگر سینما ایران بود.

## فیلم‌شناسی
- شتابزده (۱۳۷۰)
- نیمه پنهان (۱۳۷۹)
- اعتراض (۱۳۷۸)
- عشق طاهر (۱۳۷۸)
- مرسدس (۱۳۷۶)
- عاشقانه (۱۳۷۴) در نقش "بهجت خانم"؛ مادر آرش
- خسته نباشید (۱۳۷۱)
- افعی (۱۳۷۱)
- امید (۱۳۷۰)
- پرستار شب (۱۳۶۶)